# Dylan Dietrich
Dylan Dietrich (ur. 22 września 2004 w Zurychu) – szwajcarski tenisista.

## Kariera tenisowa
W 2021 zadebiutował w cyklu ITF Men’s Circuit, a w 2023 w turnieju głównym ATP Challenger Tour.
Startując w rozgrywkach juniorów, Dylan Dietrich w 2022 roku osiągnął finał US Open w grze podwójnej chłopców grając w parze z Juanem Carlosem Prado Ángelo. W finałowym meczu przegrali z Amerykanami Ozanem Barisem i Nisheshem Basavareddym.
W rankingu gry pojedynczej najwyżej był na 1253. miejscu (22 maja 2023), a w zestawieniu gry podwójnej na 1281. pozycji (31 października 2022).

### Finały juniorskich turniejów wielkoszlemowych

#### Gra podwójna (0–1)
| Końcowy wynik | Nr | Data             | Turniej            | Nawierzchnia | Partner                  | Przeciwnicy                    | Wynik finału |
| ------------- | -- | ---------------- | ------------------ | ------------ | ------------------------ | ------------------------------ | ------------ |
| Finalista     | 1. | 10 września 2022 | US Open, Nowy Jork | Twarda       | Juan Carlos Prado Ángelo | Ozan Baris Nishesh Basavareddy | 1:6, 1:6     |